# Miho Takagi (Eisschnellläuferin)
Miho Takagi (jap. 高木 美帆, Takagi Miho; * 22. Mai 1994 in Makubetsu auf Hokkaidō) ist eine japanische Eisschnellläuferin.

## Werdegang
Bei den Juniorenweltmeisterschaften 2009 in Zakopane (Polen) konnte sie mit dem japanischen Team den zweiten Platz erreichen.
Ein erster großer Erfolg war die Qualifikation zu den Olympischen Winterspielen 2010 als mit 15 Jahren jüngster japanischer Eisschnellläufer bzw. -läuferin. Dabei konnte sie in den Einzelwettkämpfen über 1500 Meter den 23. und über 1000 Meter den 35. Platz erreichen. Außerdem war sie Ersatz für das letztlich silberdekorierte japanische Team.
2010 besuchte Takagi die Satsunai Mittelschule (Unterpräfektur Tokachi). 2011 gewann sie die Silbermedaille im Teamlauf und die Bronzemedaille über 2 × 500 m bei den Eisschnelllauf-Juniorenweltmeisterschaften. 2012 und 2013 gewann sie die Goldmedaille im Mehrkampf, ferner 2012 die Goldmedaille über 1000 m und die Silbermedaille im Teamlauf und 2013 die Goldmedaille über 1500 und im Teamlauf sowie zwei Silbermedaillen über 1000 und 3000 m bei den Eisschnelllauf-Juniorenweltmeisterschaften.
Zusammen mit ihrer Schwester Nana Takagi und Ayaka Kikuchi gewann sie bei den Eisschnelllauf-Einzelstreckenweltmeisterschaften 2015 die Goldmedaille der Mannschaftsverfolgung und im Massenstart erreichte sie den vierten Platz.
In der Saison 2015/16 holte Takagi mit Siegen jeweils in der Teamverfolgung in Inzell und zwei in Heerenveen ihre ersten Weltcupsiege. Zudem wurde sie in Heerenveen Dritte im Massenstart. Bei den Einzelstreckenweltmeisterschaften 2016 in Kolomna gewann sie die Bronzemedaille im Massenstart und die Silbermedaille in der Teamverfolgung. Anfang März 2016 wurde sie bei der Mehrkampfweltmeisterschaft in Berlin Sechste. In der Saison 2016/17 holte sie fünf Weltcupsiege, davon zwei im Einzel und errang zudem zweimal den zweiten und dreimal den dritten Platz. Sie erreichte damit den dritten Platz im Weltcup über 1500 m und jeweils den zweiten Rang im Weltcup über 1000 m und im Gesamtweltcup. Im Februar 2017 holte sie bei den Einzelstreckenweltmeisterschaften in Gangwon die Bronzemedaille über 1500 m und die Silbermedaille in der Teamverfolgung. Bei den nachfolgenden Winter-Asienspielen in Obihiro gewann sie die Silbermedaille über 1000 m und jeweils die Goldmedaille über 1500 m, 3000 m und im Massenstart. Bei der Mehrkampfweltmeisterschaft Anfang März 2017 in Hamar wurde sie Dritte. In der folgenden Saison siegte sie zehnmal im Weltcup, davon sechsmal im Einzel und gewann damit den Gesamtweltcup und den Weltcup über 1500 m. Beim Saisonhöhepunkt, den Olympischen Winterspielen 2018 in Pyeongchang, holte sie in der Teamverfolgung die Goldmedaille, über die 1500-Meter-Distanz die Silbermedaille sowie über die 1000-Meter-Distanz die Bronzemedaille. Im März 2018 gewann sie bei der Mehrkampfweltmeisterschaft in Amsterdam die Goldmedaille.
In der Saison 2018/19 holte Takagi drei Weltcupsiege in der Teamverfolgung, einen im Teamsprint und zwei über 1500 m. Zudem wurde sie über 1000 m viermal Zweite und über 1500 m zweimal Zweite und belegte damit jeweils den zweiten Platz im Gesamtweltcup über 1000 m und über 1500 m. Bei den Eisschnelllauf-Weltmeisterschaften 2019 in Inzell holte sie die Silbermedaille über 1500 m und die Goldmedaille in der Teamverfolgung. Zudem wurde sie dort Sechste über 3000 m und Vierte über 1000 m. Ende Februar 2019 gewann sie bei der Sprintweltmeisterschaft in Heerenveen die Silbermedaille. Bei der Mehrkampfweltmeisterschaft 2019 in Calgary holte sie ebenfalls die Silbermedaille.
Takagi ist japanische Meisterin über 1000 m (2018, 2019), über 1500 m (2017, 2018, 2019), über 3000 m (2017, 2018, 2019) und im Vierkampf (2016, 2017).

## Persönliche Bestzeiten
- 500 m 37,12 s (aufgestellt am 13. Februar 2022 in Peking)
- 1000 m 1:11,71 min (aufgestellt am 9. März 2019 in Salt Lake City)
- 1500 m 1:49,83 min (aufgestellt am 10. März 2019 in Salt Lake City)
- 3000 m 3:57,09 min (aufgestellt am 1. Dezember 2017 in Calgary)
- 5000 m 7:00,08 min (aufgestellt am 16. Dezember 2022 in Calgary)

## Erfolge

### Olympische Spiele
- 2010 Vancouver: 2. Platz Teamverfolgung, 23. Platz 1500 m, 35. Platz 1000 m
- 2018 Pyeongchang: 1. Platz Teamverfolgung, 2. Platz 1500 m, 3. Platz 1000 m
- 2022 Peking: 1. Platz 1000 m, 2. Platz 1500 m, 2. Platz 500 m, 2. Platz Teamverfolgung, 6. Platz 3000 m

### Einzelstrecken-Weltmeisterschaften
- 2011 Inzell: 4. Platz Teamverfolgung, 12. Platz 1500 m, 18. Platz 1000 m
- 2012 Heerenveen: 7. Platz Teamverfolgung, 9. Platz 1500 m, 16. Platz 1000 m
- 2013 Sotschi: 7. Platz Teamverfolgung, 13. Platz 1500 m
- 2015 Heerenveen: 1. Platz Teamverfolgung, 4. Platz Massenstart
- 2016 Kolomna: 2. Platz Teamverfolgung, 3. Platz Massenstart, 6. Platz 3000 m, 8. Platz 1500 m, 8. Platz 1000 m
- 2017 Gangwon: 2. Platz Teamverfolgung, 3. Platz 1500 m, 6. Platz 1000 m, 8. Platz 3000 m, 21. Platz Massenstart
- 2019 Inzell: 1. Platz Teamverfolgung, 2. Platz 1500 m, 4. Platz 1000 m, 6. Platz 3000 m
- 2020 Salt Lake City: 1. Platz Teamverfolgung, 3. Platz 1000 m, 4. Platz 1500 m
- 2023 Heerenveen: 3. Platz 1000 m, 3. Platz 1500 m, 6. Platz 500 m
- 2024 Calgary: 1. Platz 1000 m, 1. Platz 1500 m, 3. Platz Teamverfolgung
- 2025 Hamar: 1. Platz 1000 m, 2. Platz Teamverfolgung, 4. Platz 1500 m

### Sprint-Weltmeisterschaften
- 2011 Heerenveen: 19. Platz Sprint-Mehrkampf
- 2012 Calgary: 19. Platz Sprint-Mehrkampf
- 2019 Heerenveen: 2. Platz Sprint-Mehrkampf
- 2020 Hamar: 1. Platz Sprint-Mehrkampf
- 2024 Inzell: 1. Platz Sprint-Mehrkampf

### Mehrkampf-Weltmeisterschaften
- 2014 Heerenveen: 12. Platz Kleiner Vierkampf
- 2015 Calgary: 11. Platz Kleiner Vierkampf
- 2016 Berlin: 6. Platz Kleiner Vierkampf
- 2017 Hamar: 3. Platz Kleiner Vierkampf
- 2018 Amsterdam: 1. Platz Kleiner Vierkampf
- 2019 Calgary: 2. Platz Kleiner Vierkampf
- 2022 Hamar: 2. Platz Kleiner Vierkampf

### Vier-Kontinente-Meisterschaften
- 2024 Salt Lake City: 1. Platz 1500 m
- 2025 Hachinohe: 1. Platz 1000 m, 1. Platz 1500 m, 1. Platz Teamsprint

### Weltcupsiege

#### Weltcupsiege im Einzel
| Nr. | Datum             | Ort                 | Disziplin |
| --- | ----------------- | ------------------- | --------- |
| 1.  | 3. Dezember 2016  | Astana              | 1000 m    |
| 2.  | 4. Dezember 2016  | Astana              | 1500 m    |
| 3.  | 11. November 2017 | Heerenveen          | 1500 m    |
| 4.  | 18. November 2017 | Stavanger           | 1500 m    |
| 5.  | 1. Dezember 2017  | Calgary             | 3000 m    |
| 6.  | 3. Dezember 2017  | Calgary             | 1500 m    |
| 7.  | 9. Dezember 2017  | Salt Lake City      | 1500 m    |
| 8.  | 18. März 2018     | Minsk               | 1500 m    |
| 9.  | 8. Dezember 2018  | Tomaszów Mazowiecki | 1500 m    |
| 10. | 10. März 2019     | Salt Lake City      | 1500 m    |
| 11. | 8. Februar 2020   | Calgary             | 1500 m    |
| 12. | 14. November 2021 | Tomaszów Mazowiecki | 1500 m    |
| 13. | 21. November 2021 | Stavanger           | 1500 m    |
| 14. | 4. Dezember 2021  | Salt Lake City      | 1000 m    |
| 15. | 5. Dezember 2021  | Salt Lake City      | 1500 m    |
| 16. | 12. März 2022     | Heerenveen          | 1500 m    |
| 17. | 13. März 2022     | Heerenveen          | 1000 m    |
| 18. | 12. November 2022 | Stavanger           | 1500 m    |
| 19. | 10. Dezember 2022 | Calgary             | 1500 m    |
| 20. | 17. Dezember 2022 | Calgary             | 1500 m    |
| 21. | 11. November 2023 | Obihiro             | 1500 m    |
| 22. | 17. November 2023 | Peking              | 1500 m    |
| 23. | 18. November 2023 | Peking              | 1000 m    |
| 24. | 2. Dezember 2023  | Stavanger           | 1500 m    |
| 25. | 9. Dezember 2023  | Tomaszów Mazowiecki | 1500 m    |
| 26. | 10. Dezember 2023 | Tomaszów Mazowiecki | 1000 m    |
| 27. | 26. Januar 2024   | Salt Lake City      | 1000 m    |
| 28. | 27. Januar 2024   | Salt Lake City      | 1500 m    |
| 29. | 2. Februar 2024   | Québec              | 1000 m    |
| 30. | 22. November 2024 | Nagano              | 1000 m    |
| 31. | 23. November 2024 | Nagano              | 1500 m    |
| 32. | 29. November 2024 | Peking              | 1500 m    |
| 33. | 30. November 2024 | Peking              | 1000 m    |
| 34. | 24. Januar 2025   | Calgary             | 1000 m    |
| 35. | 31. Januar 2025   | Milwaukee           | 1000 m    |
| 36. | 22. Februar 2025  | Tomaszów Mazowiecki | 1000 m    |

#### Weltcupsiege im Team
| Nr. | Datum             | Ort                 | Disziplin        |
| --- | ----------------- | ------------------- | ---------------- |
| 1.  | 5. Dezember 2015  | Inzell              | Teamverfolgung 1 |
| 2.  | 12. Dezember 2015 | Heerenveen          | Teamverfolgung 2 |
| 3.  | 12. März 2016     | Heerenveen          | Teamverfolgung 1 |
| 4.  | 3. Dezember 2016  | Astana              | Teamverfolgung 1 |
| 5.  | 9. Dezember 2016  | Heerenveen          | Teamverfolgung 3 |
| 6.  | 11. März 2017     | Heerenveen          | Teamverfolgung 1 |
| 7.  | 11. November 2017 | Heerenveen          | Teamverfolgung 3 |
| 8.  | 2. Dezember 2017  | Calgary             | Teamverfolgung 2 |
| 9.  | 8. Dezember 2017  | Salt Lake City      | Teamverfolgung 3 |
| 10. | 17. März 2018     | Minsk               | Teamverfolgung 4 |
| 11. | 16. November 2018 | Obihiro             | Teamverfolgung 3 |
| 12. | 23. November 2018 | Tomakomai           | Teamverfolgung 3 |
| 13  | 7. Dezember 2018  | Tomaszów Mazowiecki | Teamverfolgung 3 |
| 14. | 9. Dezember 2018  | Tomaszów Mazowiecki | Teamsprint 5     |
| 15. | 15. Dezember 2019 | Nagano              | Teamverfolgung 3 |
| 16. | 11. November 2023 | Obihiro             | Teamverfolgung 6 |
| 17. | 9. Dezember 2023  | Tomaszów Mazowiecki | Teamverfolgung 6 |